# West-Afrikaanse dwerggeit

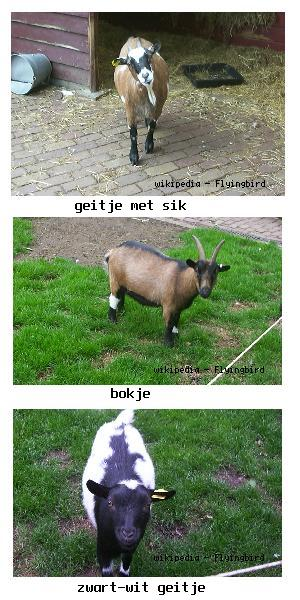
diverse kleurslagen

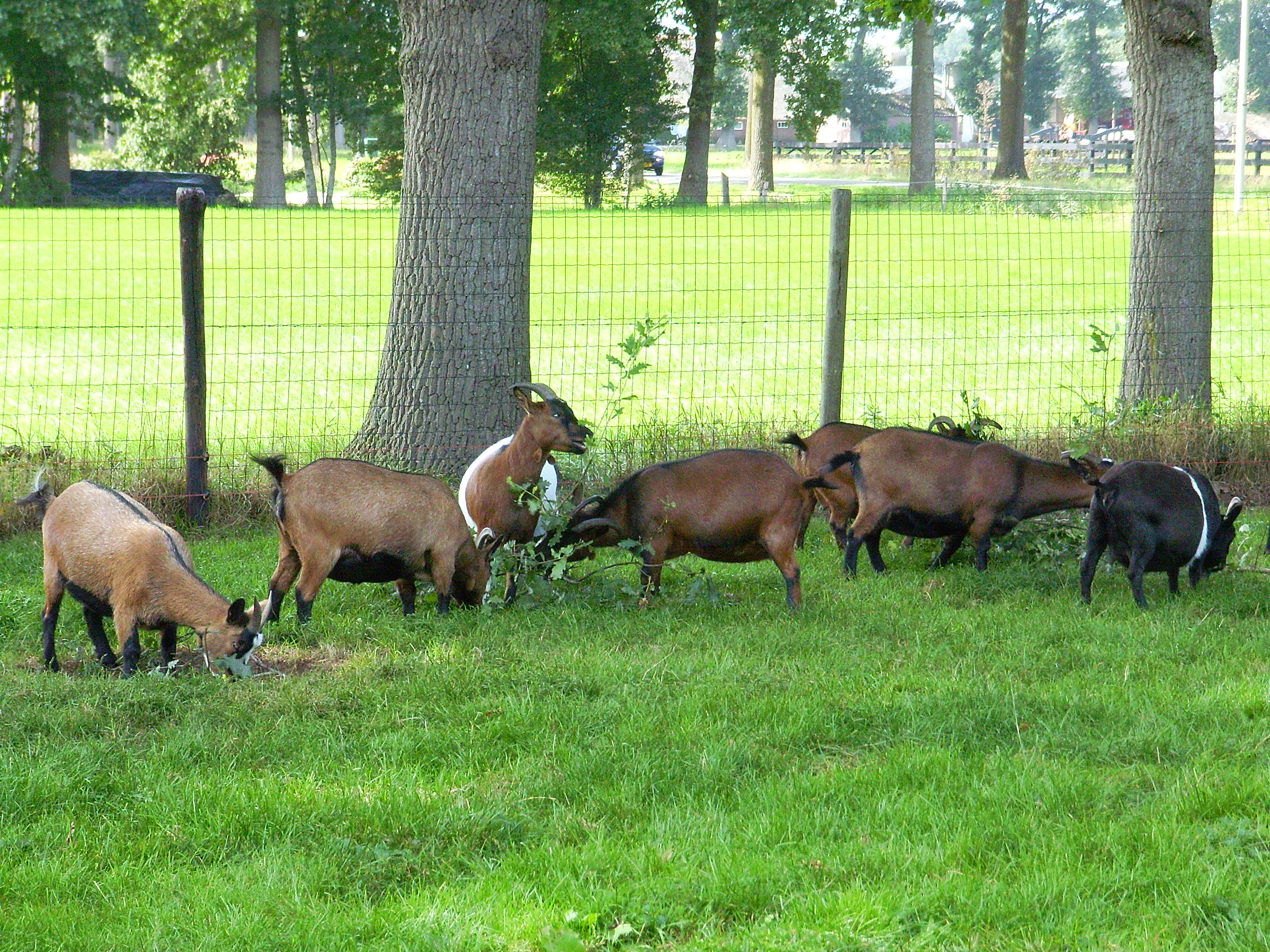
kudde dwerggeiten

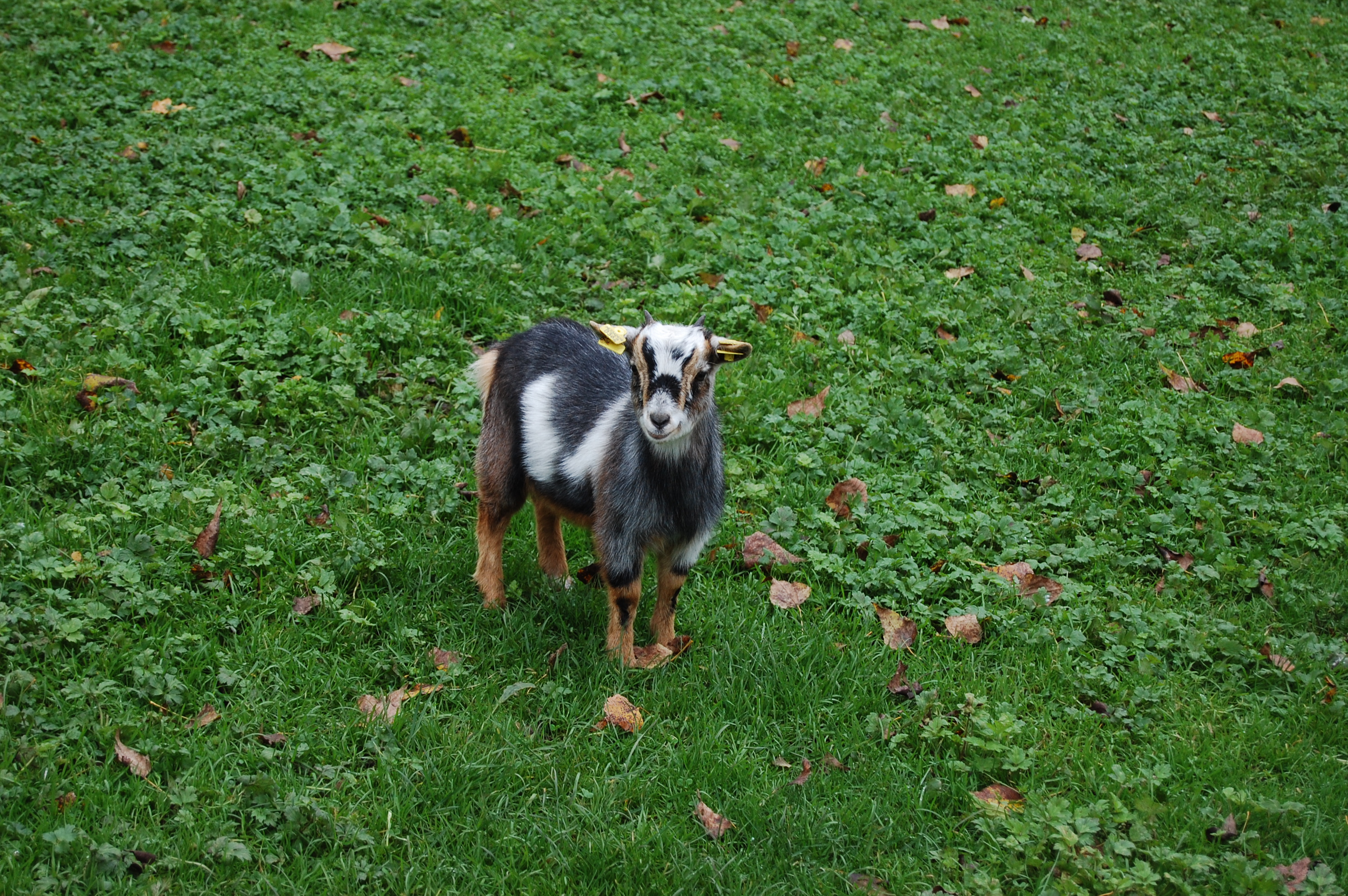
jong exemplaar

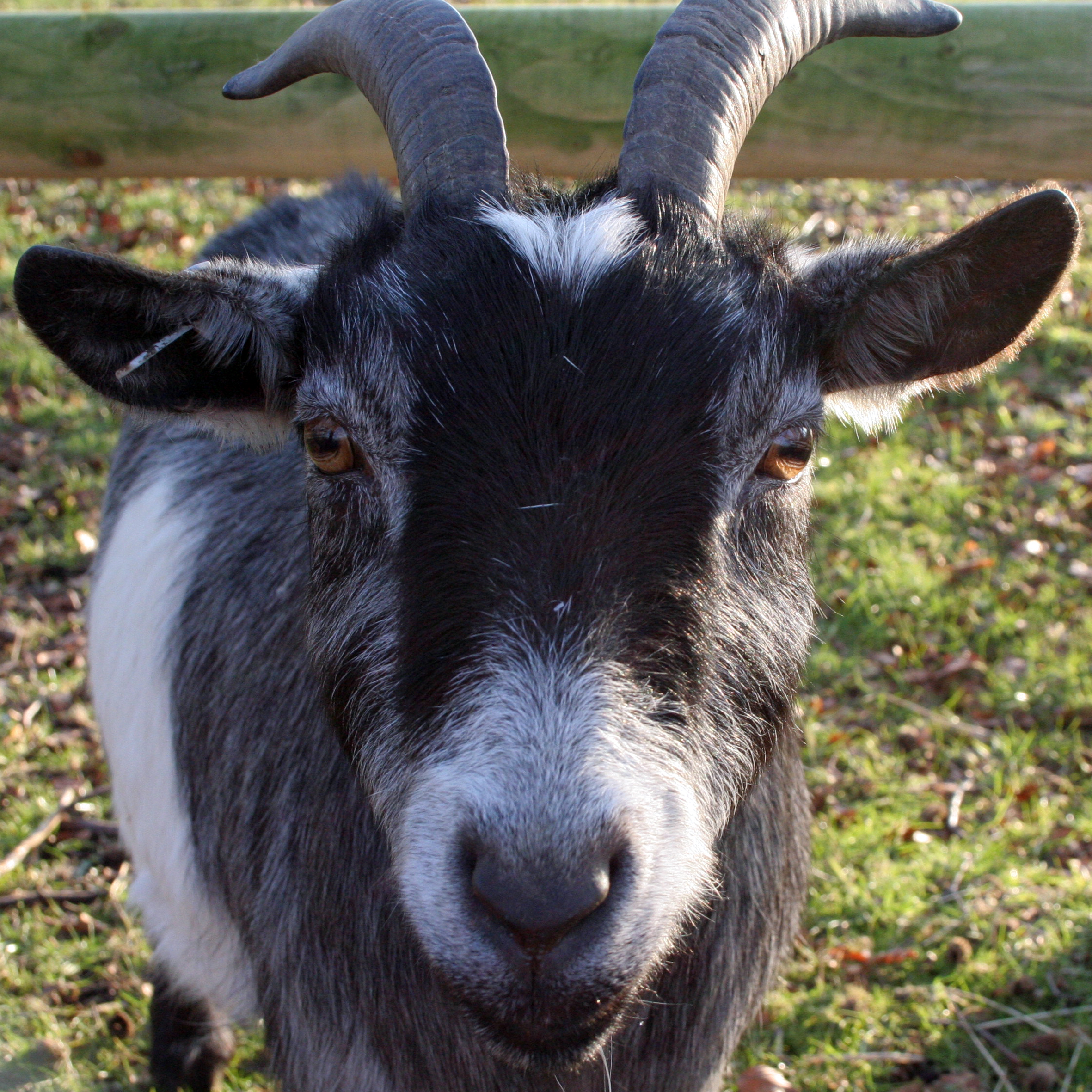
kopstudie

De West-Afrikaanse dwerggeit is een geitenras dat van oorsprong uit Midden- en West-Afrika komt. Het gaat om een dwergvorm met korte poten, gedrongen romp en dikke buik. In Afrika wordt het ras gehouden voor het vlees en de huiden.

## Rasstandaard
Een volwassen vrouwelijke West-Afrikaanse dwerggeit is ongeveer 50 centimeter hoog. De beharing is kort, dicht en glanzend. De rug moet recht zijn en de buiklijn loopt naar achteren toe iets af. Dit heet wigvormig. Voor het goed functioneren van de longen, het hart en de spijsverteringsorganen is een brede diepe borst met goed gewelfde ribben en een ruime middenhand gewenst. De staart ligt vlak tegen het kruis. Het beenwerk is droog, krachtig en goed vierkant geplaatst. De hoorns zijn klein en iets naar achteren toe gebogen.
Een volwassen mannelijke West-Afrikaanse dwerggeit heeft een schofthoogte tussen de 50 en 60 cm. De lengte is ongeveer 10% meer dan de hoogte. In vergelijking met de volwassen vrouwelijke dieren is het geraamte iets zwaarder, de hoorns zwaarder en de voorborst wat breder. Hals en voorhand zijn iets zwaarder bespierd, de achterhand is droger en het kruis is minder breed.

## Kleurslagen
West-Afrikaanse dwerggeiten komen in veel verschillende kleurslagen voor. Het meest voorkomend zijn bruine dwerggeiten met een zwarte aalstreep, onderbuik en poten. Ook de zwarte dwerggeit (vaak met een wit stipje op het kopje) komt men regelmatig tegen. Heel populair zijn de bonte dieren. Deze komen voor in zwart en bruin bont. Een bijzondere kleurslag bij dwerggeiten is de zogenaamde stippelaftekening. Hierbij is de voorhand van de dwerggeit effen van kleur en de achterhand wit met daarin stippen in dezelfde kleur als de voorhand.
De kleuren schimmel, lakenvelder, abrikoos, isabel, camel, black & tan zijn zeldzaam. Toch zijn er in Nederland enkele dwerggeitenhouders die op een fanatieke manier proberen om deze kleuren in stand te houden en zelfs het aantal te vergroten.

## Het houden van een dwerggeit
De West-Afrikaanse dwerggeit is populair in Europa en Noord-Amerika. Dit komt mede door zijn geringe afmetingen, waardoor hij in een kleine ruimte gehouden kan worden. Hij is levendig en aanhankelijk, waardoor hij erg geschikt is voor kinderen. Hij wordt vaak gehouden op kinderboerderijen en hertenkampen.
Dwerggeiten hebben een droog en tochtvrij hok nodig, waarin wekelijks vers stro moet worden gelegd. Ze hebben kisten en vaten nodig waarop ze kunnen klimmen. Het zijn kuddedieren, dus het houden van meerdere dieren is aan te bevelen.